# Lac Simard (Témiscamingue)
Pour les articles homonymes, voir Simard et Lac Simard.
Le lac Simard est un plan d'eau douce des municipalités de Laforce et de Moffet (partie Ouest), dans la municipalité régionale de comté (MRC) de Témiscamingue, dans la région administrative de l'Abitibi-Témiscamingue, au Québec, au Canada. 

## Géographie
Le lac Simard couvre une superficie de 170 km2 et sa surface est à une altitude de 263 m. Ce lac comporte 27 îles dont les plus importantes sont l’île Bryson (longueur : 6,1 km et l’île Winneway (longueur : 3,7 km).
D'une longueur de 18 km et d'une largeur de 12 km, ce lac se situe à environ 25 km à l'ouest du réservoir Decelles et à plus de 50 km à l'est du lac Témiscamingue. Plus précisément, le lac Simard est situé à l'est du lac des Quinze (Témiscamingue), au nord du village de Laforce, à 16,5 km au nord du village de Belleterre, à 19,5 km au nord de la Zec de Kipawa et à 64 km au sud de Rouyn-Noranda.
Les principaux bassins versants voisins sont :
- côté nord : rivière des Outaouais, rivière Darlens, rivière Kinojévis, rivière Serment ;
- côté est : rivière des Outaouais, lac Nodier, lac des Fourches ;
- côté sud : lac Devlin, lac Soufflot, rivière Winneway, rivière Chevreuil, lac aux Sables, rivière Blondeau ;
- côté ouest : rivière des Outaouais, Grassy, lac Roger, lac des Quinze (Témiscamingue).

La rivière Outaouais se déverse sur la rive-nord du lac Simard (près de la "pointe de la Chasse-Galerie") et parcourt 6,7 km vers l'ouest en traversant le lac Simard. En amont, les eaux de cette rivière proviennent du réservoir Decelles, situé à l'est du lac. À partir de ce réservoir, en descendant, cette rivière s'alimente des rivières Darlens, Kinojévis et Roger.
Le lac Simard se déverse du côté nord-ouest. En coulant vers l'ouest, le courant traverse successivement les lacs Grassy et "des Quinze".
Le lac Simard s'avère une excroissance considérable de la rivière des Outaouais. Le littoral nord du lac forme deux grandes courbes et la Baie du Crique Noir ; tandis que le littoral sud comporte plusieurs baies : baie de la rivière Chevreuil, baie Klock, baie de la Pauvreté (au Sud-Est), Baie Winneway (à l’Est), Baie des Chicots (au Sud-Est), baie des Chicots et Baie Crow (à l’Ouest).
La municipalité de Laforce et l'établissement amérindien de Winneway s'étendent sur sa rive sud.

## Toponymie
En 1928, la "Commission de géographie du Québec" officialisa ce toponyme qui évoque l'œuvre de vie de Télesphore Simard. Né en 1863, de Saint-Joachim, dans la grande région de Québec, il gradue comme arpenteur en 1887 de l'Université Laval.
Sous l'égide du gouvernement du Québec, Simard explore les rivières de la Côte-Nord et du Témiscamingue. En 1911, il procède à l'arpentage des villages du nouveau comté d'Abitibi. En 1916, il se présente comme candidat libéral aux élections provinciales. Élu député de Témiscamingue, Simard le demeure jusqu'à sa mort survenue en 1924 à Ville-Marie, dans sa circonscription.
Au début du XXe siècle, l'appellation algonquine de "Mijicowaja" (signifiant un lac quelque peu étendu) désignait le lac Simard. Cette appellation sera remplacée par le nom anglais "Expanse", sans doute à la suite de la construction, vers 1912, d'un barrage aux rapides des Quinze ; ce qui allait accroître significativement la superficie du lac.
Dans son rapport de 1895, l'explorateur John Bignell utilisait l'appellation Winowa pour désigner ce lac. Ce mot qui se rapproche de l'algonquin winneway, signifiant "eaux vives" désigne notamment une baie et une île du sud-est du lac Simard.
Le toponyme lac Simard a été officialisé le 5 décembre 1968 à la Banque des noms de lieux de la Commission de toponymie du Québec.